# Пархомец, Жанна Андреевна
Жанна Андреевна Пархомец (род. 28 июня 1997 года) — российская акробатка.

## Карьера
Воспитанница центра спортивной подготовки им. Г.К. Казаджиева (Краснодар). Тренер - Ирина Скрябина.
На чемпионате мира 2014 года стала чемпионкой мира среди юниоров.
Обладательница Кубка мира по акробатике.
На первых Европейских играх завоевала серебро в той же дисциплине.